# 21e Régiment de guerre électronique
Pour les articles homonymes, voir 21e régiment.
Le 21e Régiment de guerre électronique (21e GE) est une unité de guerre électronique des Forces canadiennes basée à la Base des Forces canadiennes Kingston (BFC Kingston) à Kingston en Ontario. Le 21e Régiment de guerre électronique fait partie du Système de la doctrine et de l'instruction de la Force terrestre (SDIFT). Depuis 2010, il fait également partie de la 1re Division du Canada.